# Władysław Grotowski

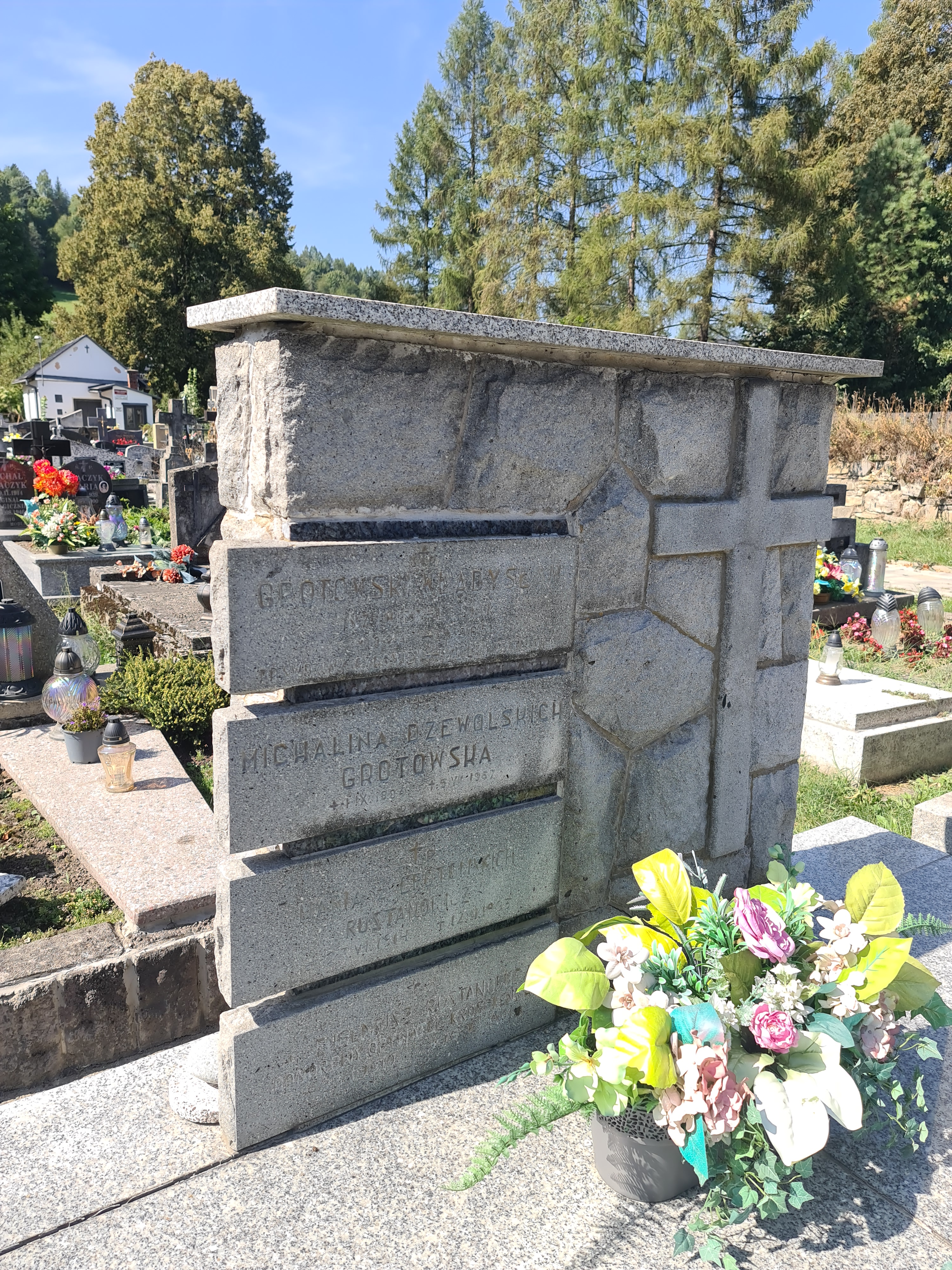
Grób rodzinny Władysława Grotowskiego na cmentarzu komunalnym w Krościenku nad Dunajcem

Władysław Grotowski (ur. 4 kwietnia 1884 w Bochni, zm. 1 listopada 1965 w Krościenku nad Dunajcem) – polski inżynier leśnik, wójt Krościenka nad Dunajcem, przeciwnik akcji Goralenvolk.

## Życiorys
Ukończył studia na Wydziale Leśnictwa Politechniki Wiedeńskiej. W czasie I wojny światowej był oficerem armii austriackiej i odznaczonym weteranem. W okresie międzywojennym był nadleśniczym państwowego nadleśnictwa Olkusz. Po wojnie ponownie został nadleśniczym w Olkuszu. W 1940 roku został wybrany wójtem Krościenka. W tym okresie współpracował z Polskim Państwem Podziemnym, wspierał kurierów przekraczających tu granicę: organizował lokalne szlaki przerzutowe polskich oficerów i żołnierzy na Węgry.
Skutecznie przeciwstawiał się akcji Goralenvolk, za co był więziony i torturowany w zakopiańskim Palace – siedzibie Gestapo, co spowodowało jego dożywotnie kalectwo.
Władysław Grotowski był wójtem Krościenka do 1948 roku.
Zmarł w Krościenku. Został pochowany na tamtejszym cmentarzu komunalnym (sektor II-J-3).

## Życie rodzinne
Władysław Grotowski ożenił się z Michaliną z Dziewolskich (1894–1967), wnuczką Hieronima. Władysław i Michalina byli właścicielami dużego (45 pokoi) luksusowego Pensjonatu „Granit” (pokoje były wyposażone w indywidualne łazienki) przy ul. Jagiellońskiej 70. Pensjonat został zbudowany w 1937 roku. Autorem pomysłu sugerującego podobieństwo do warownego zamku był architekt Stanisław Dziewolski (bratanek Michaliny, projektant między innymi Hotelu Modrzewie i Inhalatorium w Szczawnicy). Willa została wzniesiona w głębi ogrodu, w pewnym oddaleniu od ulicy. Fragmenty jej elewacji zostały obłożone kamieniem, na wzór śródziemnomorski. Właściciele stawiali na najwyższy poziom usług, co zaowocowało szybkim uzyskaniem przez pensjonat statusu miejsca dla śmietanki towarzyskiej. Do „Granitu” w ciągu ostatnich paru lat przed wojną przyjeżdżali bogaci wczasowicze, wśród których było wielu wysokich urzędników państwowych, przemysłowcy, obcokrajowcy i dyplomaci. W 1938 roku wypoczywał tu konsul państewka Mandżukuo. Po II wojnie światowej w willi mieścił się pensjonat Akademii Górniczo-Hutniczej w Krakowie. Pod koniec XX wieku pensjonat został odzyskany przez spadkobierców przedwojennych właścicieli i w ich rękach pozostaje do dzisiaj.
Władysław i Michalina mieli dwie córki: Janinę i Marię. Maria wyszła za Eugeniusza Rustanowicza (1910–2001), którego wysiłkiem nastąpiło oddzielenie Krościenka od Szczawnicy w 1982 roku po dziewięcioletnim okresie istnienia wspólnego miasta o nazwie Szczawnica-Krościenko.

## Ordery i odznaczenia
- Złoty Krzyż Zasługi (9 listopada 1931)[1]
- Złoty Krzyż Zasługi z Mieczami (4 maja 1944) za postawę wobec wroga w okresie okupacji i wybitne zasługi oddane AK, przez Naczelnego Dowódcę AK
- Krzyż Walecznych[5]

## Upamiętnienie
Nazwiskiem Władysława Grotowskiego nazwano jedną z ulic Krościenka nad Dunajcem, odchodzącą od ul. Trzech Koron na zachód, powyżej dworu Dziewolskich.